# John Karlin
John Elias Karlin (Johannesburg, 28 febbraio 1918 – Little Silver, 28 gennaio 2013) è stato uno psicologo sudafricano naturalizzato statunitense.
Psicologo industriale presso i Bell Labs, ha condotto ricerche in ergonomia, in particolare per lo sviluppo di apparecchiature telefoniche più funzionali per l'utente

## Biografia
Un pioniere negli studi di ergonomia, Karlin avviò i primi studi empirici sulla usabilità dei sistemi di inserimento numeri in apparecchi quali telefoni, computer, calcolatrici, nonché sulla capacità di ricordare le cifre. I risultati dei suoi studi ed esperimenti hanno trovato varie applicazioni nella strumentistica medica, negli sportelli automatici per il prelievo di contanti, nei distributori automatici e negli apparecchi telefonici. Per quanto riguarda questi ultimi, i suoi studi hanno portato alla sostituzione dei telefoni a disco con i più funzionali modelli Dual-tone multi-frequency per la più rapida digitazione dei numeri, in uso ancora oggi.
Karlin nacque a Johannesburg in Sudafrica e si laureò nel 1938 all'Università di Città del Capo in musica, filosofia e psicologia, conseguendo successivamente nel 1939 un master universitario in psicologia. Dopo la laurea inizia una carriera di violinista professionista con l'orchestra sinfonica di Città del Capo.
Karlin si trasferisce negli Stati Uniti per conseguire nel 1942 un PhD in psicologia all'Università di Chicago con una tesi dal titolo 'A Factorial Study of the Auditory Function' che successivamente permise di aprire un filone di ricerca presso varie altre università sul ruolo dei diversi sensi nell'uso di apparecchi. Subito dopo diviene ricercatore all'Università di Harvard e continua i suoi studi in ingegneria elettrica presso il Massachusetts Institute of Technology.
Durante la Seconda guerra mondiale Karlin porta avanti alcune ricerche per l'esercito nel campo della psicoacustica. Nel 1945 Karlin viene assunto dai Bell labs, l'unità di ricerca della compagnia telefonica AT&T, divenendo il primo psicologo della compagnia. Riuscì a convincere il vertice ad aprire un dipartimento di ergonomia nel 1947, assumendone la direzione nel 1951. John Karlin fece parte dei Bell labs fino al 1977, anno in cui si ritira in pensione.
Karlin si è sposato due volte da cui ha avuto due figli.